# Ensiferum (musikalbum)
Ensiferum är det finländska folk/melodisk death metal-bandet Ensiferums debutalbum, utgivet i juli 2001 på Spinefarm Records.

## Låtlista
1. "Intro" (instrumental) – 1:50
2. "Hero in a Dream" – 3:40
3. "Token of Time" – 4:16
4. "Guardians of Fate" – 3:34
5. "Old Man (Väinämöinen)" – 5:33
6. "Little Dreamer (Väinämöinen Part II)" – 5:21
7. "Abandoned" – 6:50
8. "Windrider" – 5:41
9. "Treacherous Gods" – 5:12
10. "Eternal Wait" – 5:14
11. "Battle Song" – 3:20
12. "Goblins' Dance" – 4:29

## Medverkande
Musiker
- Jari Mäenpää – sång, lead- och rytmgitarr, akustisk och tolvsträngad gitarr, keyboard
- Markus Toivonen – leadgitarr, akustisk gitarr, slagverk, körsång
- Jukka-Pekka Miettinen - basgitarr
- Oliver Fokin – trummor, slagverk

Bidragande musiker
- Johanna Vakkuri – sång
- Marita Toivonen – kantele
- Teemu Saari - körsång
- Anti Mikkonen - körsång
- Henri Sorvali – keyboard

Produktion
- Tuomo Valtonen – producent, inspelningstekniker, mixning
- Mika Jussila – mastering
- Valtias Mustatuuli – låttext
- Kristian Wåhlin – omslagskonst
- Tuomas "Ritual" Tahvanainen – logotyp
- Toni Härkönen – foto